# Trichomanes falcatum
Trichomanes falcatum là một loài dương xỉ trong họ Hymenophyllaceae. Loài này được Poir. mô tả khoa học đầu tiên năm 1808.
Danh pháp khoa học của loài này chưa được làm sáng tỏ. 